# 貝爾維迪爾 (新澤西州)
貝爾維迪爾是美國新澤西州沃倫縣的縣治。根據2010年人口普查，本城共有人口2,681人，相對2000年來說減少了90人，即下降了3.2%。而2000年的人口相對1990年來說則上升了102人，即上升了3.8%。
貝爾維迪爾於1865年3月1日成立市政機關。

## 地理
布里奇頓的座標為40°49′47″N 75°04′24″W / 40.829802°N 75.073337°W（40.829802,-75.073337）。根據2000年人口普查，本城面積為1.490平方英里（3.86平方），其中1.452平方英里（3.76平方）為陸地，0.038平方英里（0.10平方）為水域，佔總面積的2.58%。